# IAR 330
IAR 330 este un elicopter de luptă produs de IAR sub o licență cumpărată de la firma franceză Aérospatiale; a fost una dintre puținele colaborări în plan militar dintre o țară NATO și una din blocul comunist, programul începând în iulie 1974. Au fost produse peste 163 de exemplare, aproximativ 57 fiind exportate (în țări precum Pakistan, Coasta de Fildeș, Emiratele Arabe Unite, Sudan, Ecuador). Un număr redus dintre acestea erau dotate cu flotoare gonflabile, pentru operațiuni maritime.

## IAR 330
SA 330 Puma a fost proiectat și construit de Aérospatiale pentru a satisface o cerere a Forțelor Terestre Franceze în privința unui elicopter de dimensiuni medii, capabil să opereze pe timp de noapte ori vreme nefavorabilă.
În 1967, Puma a fost ales și de Forțele Aeriene Regale ale Marii Britanii, primind denumirea de Puma HC Mk1. Ca urmare, firmele Westland Aircraft și Aérospatiale au ajuns la un acord prin care să producă împreună elicopterul.
Primul dintre cele două prototipuri a zburat în 15 aprilie 1965. A fost construită o serie de producție inițială de șase aparate, ultimul zburând în 30 iulie 1968.
Primul elicopter din producția de serie a decolat în septembrie 1968. Pe 25 aprilie 1978 SA 330J Puma a fost certificat pentru funcționare în condiții de vreme adversă (inclusiv îngheț), primul elicopter din afara Uniunii Sovietice care să atingă acest standard.
Un număr de 697 de elicoptere au fost produse în total, până în 1987, când a fost înlocuit de o versiune mult îmbunătățită, AS332 Eurocopter Super Puma⁠(d).
În afară de cele de mai sus, SA 330 a fost produs sub licență ori asamblat în Africa de Sud, de Atlas Aircraft Corporation, în România de IAR și în Indonezia de IPTN.

## Accidente notabile
- Se presupune că un IAR 330 a fost împușcat și a aterizat accidental pe 23 decembrie 1989 în timpul unui zbor de transport lângă Alba Iulia, ucigând echipajul de trei și doi pasageri.

- Un IAR 330 SOCAT s-a prăbușit pe 16 august 2001 în timpul unui zbor de antrenament la scurt timp după decolarea de la baza aeriană Titu. Accidentul a avut loc la o altitudine de 50 de metri (165 ft), rănind echipajul.

- Un elicopter IAR 330 SOCAT, aparținând bazei  90 transport aerian, s-a prăbușit la 7 noiembrie 2007 la Ungheni, la 30 km sud de Pitești, județul Argeș, în timpul unei misiuni de antrenament nocturn, ucigând toți cei trei membri ai echipajului.

- Un IAR 330 SOCAT s-a prăbușit pe 7 martie 2013 în Berești-Bistrița, lângă Bacău, în timpul unui zbor de antrenament, omorând doi membri ai echipajului și rănind alți trei membri ai echipajului. Forțele aeriene și marina română au oprit la sol  întreaga flotă IAR 330 SOCAT în așteptarea unei investigații asupra accidentului.

- Un IAR-330 MEDEVAC s-a prăbușit pe 21 noiembrie 2014 în Mălâncrav, lângă Sibiu, în timpul unui zbor de antrenament, omorând opt militari și rănind alți doi.

- La 2 martie 2022, un elicopter IAR 330-Puma care a decolat, în jurul orei 20:21, în misiune de căutare-salvare a aeronavei Mig 21 LanceR a pierdut legătura radio cu turnul de control și a dispărut de pe radar. Aparatul s-a prăbușit și toți cei șapte membri ai echipajului și-au pierdut viața.

## Programul SOCAT

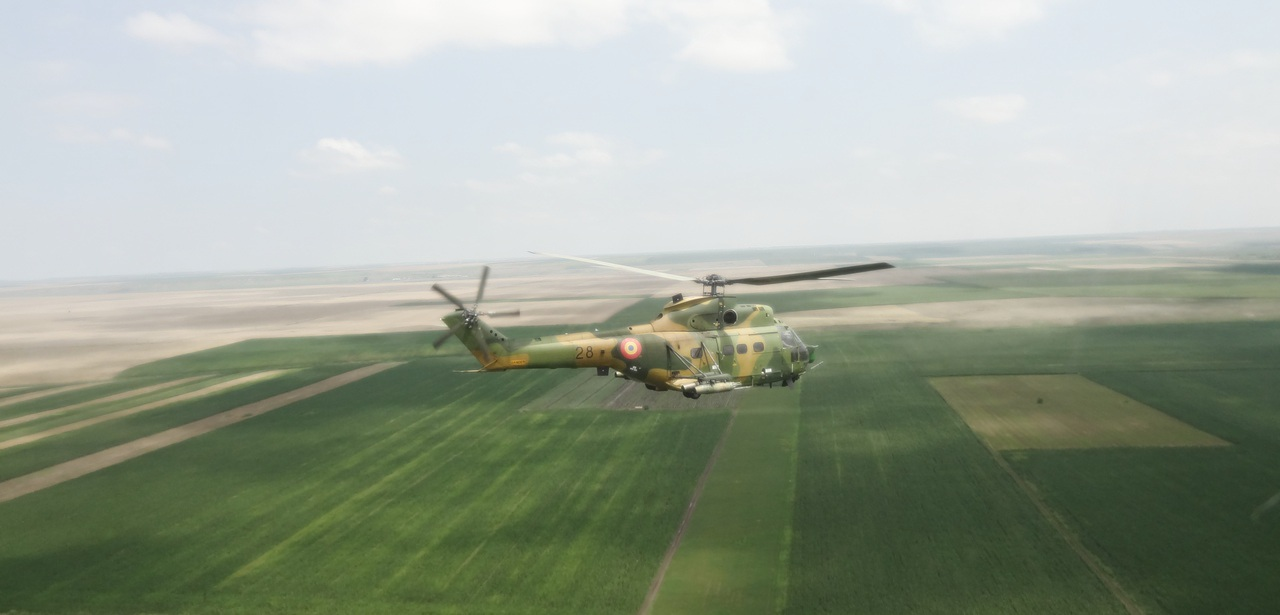
IAR-330 SOCAT

Ținând cont de capacitatea de atac redusă a elicopterelor din dotare, Forțele Aeriene Române au demarat un program de îmbunătățire a unor aparate Puma, în principal prin adăugarea unor componente antitanc și senzori moderni, păstrând în același timp capacitatea de transport. Astfel a rezultat programul SOCAT (Sistem Optronic de Cercetare și Anti-Tanc). Valoarea totală a fost de 150 de milioane de euro, programul începând cu anul 1999; 25 de elicoptere au fost modernizate și livrate Forțelor Aeriene Române (ultimul în 2005), lucrările fiind executate de societatea comercială IAR SA Brașov în cooperare cu firma Elbit din Israel. 
Elicopterul Puma SOCAT este multifuncțional: poate îndeplini misiuni de atac în sprijinul trupelor terestre (distrugerea mijloacelor de luptă blindate, a fortificațiilor, recunoaștere) dar și căutare-salvare ori transport de trupe, inclusiv pe timp de noapte ori vreme nefavorabilă. Prin modernizarea sistemelor electronice s-a ajuns la îmbunătățirea capacității de a descoperi și combate inamicul; de asemenea, sistemele de navigație asigură precizie pe distanțe lungi și zbor la joasă înălțime. Alte îmbunătățiri constau în implementarea conceptului HOTAS - Hands on Throttle And Stick (manevrarea aparatului și a sistemelor vitale fără a lua mâna de pe controale) - și capacitatea de a transmite date de cercetare în timp real.
În privința sistemelor de armament, elicopterul este dotat cu stație de avertizare radar și iluminare laser, dispersoare de ținte false radar și capcane termice; din punct de vedere ofensiv, poate folosi rachete anti-tanc, aer-aer, proiectile reactive nedirijate și tunul turelat de calibrul 20 mm. Țintele pot fi identificate de la o distanță de circa 5-6 km, ziua și noaptea; pentru atacarea țintelor se pot folosi imaginile transmise prin fibră optică de rachetele lansate anterior. 

## Variante
- IAR 330H - prima variantă, construită între 1975-1977. Au fost construite în jur de 16
- IAR 330L - model îmbunătățit fabricat din 1977, cu pale din materiale compozite. 50 elicoptere
- IAR 330 Puma SOCAT - elicopter de atac, specializat în misiuni antitanc. 25 au fost transformate între 1999-2005.[1] Trei au fost pierdute în accidente.
- IAR 330M - variantă modernizată, cu echipamente similare versiunii SOCAT, dar fără armamentul și senzorii specifici. 16 elicoptere au fost aduse la acest standard, patru dintre acestea fiind MEDEVAC. Un elicopter Medevac a fost pierdut in accident.
- IAR 330 Puma Naval - elicopter navalizat, 3 au fost livrate Forțelor Navale Române în martie 2009.
- IAR 330 Puma SM - o variantă modernizată destinată Emiratelor Arabe Unite.[2] 15 elicoptere IAR 330/SA 330 vor fi modernizate de IAR Brașov și 10 vor fi noi.[3]

## Caracteristici tehnice

### Caracteristici generale
- Echipaj: 3
- Capacitate: 16 pasageri
- Lungime: 18,22 m ()
- Diametrul rotorului: 15,08 m ()
- Înălțime: 5,14 m (16 ft 10 in)
- Greutate (gol): 3.615 kg ()
- Greutate încărcat:  ()
- Greutate maximă la decolare: 7400 kg ()
- Motor: 2× TURMO IV B turbomotor, 1.575 cai putere (1.175 kW)  fiecare

### Performanțe
- Viteză maximă: 263 km/h ()
- Rază de acțiune: 550 km (fără rezervoare suplimentare) ()
- Plafon de serviciu: 4.800 m (15,750 ft)
- Viteză ascensională: 9,2 m/s (1.810 ft/min)

### Armament
- Puma

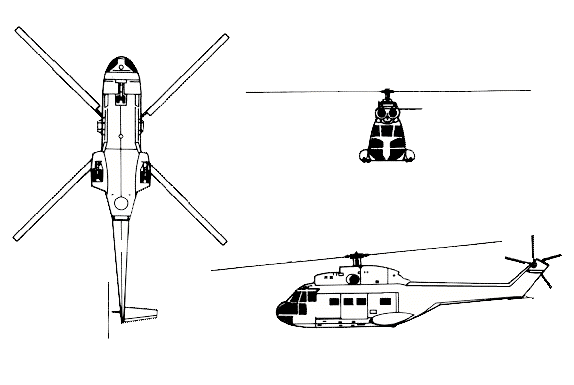
Schițe ale IAR 330 din diferite poziții.

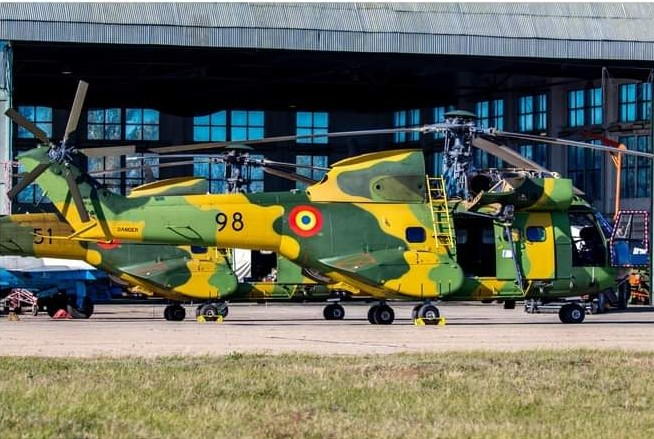
Două iar 330 puma, baza 57 aeriană Mihail Kogălniceanu

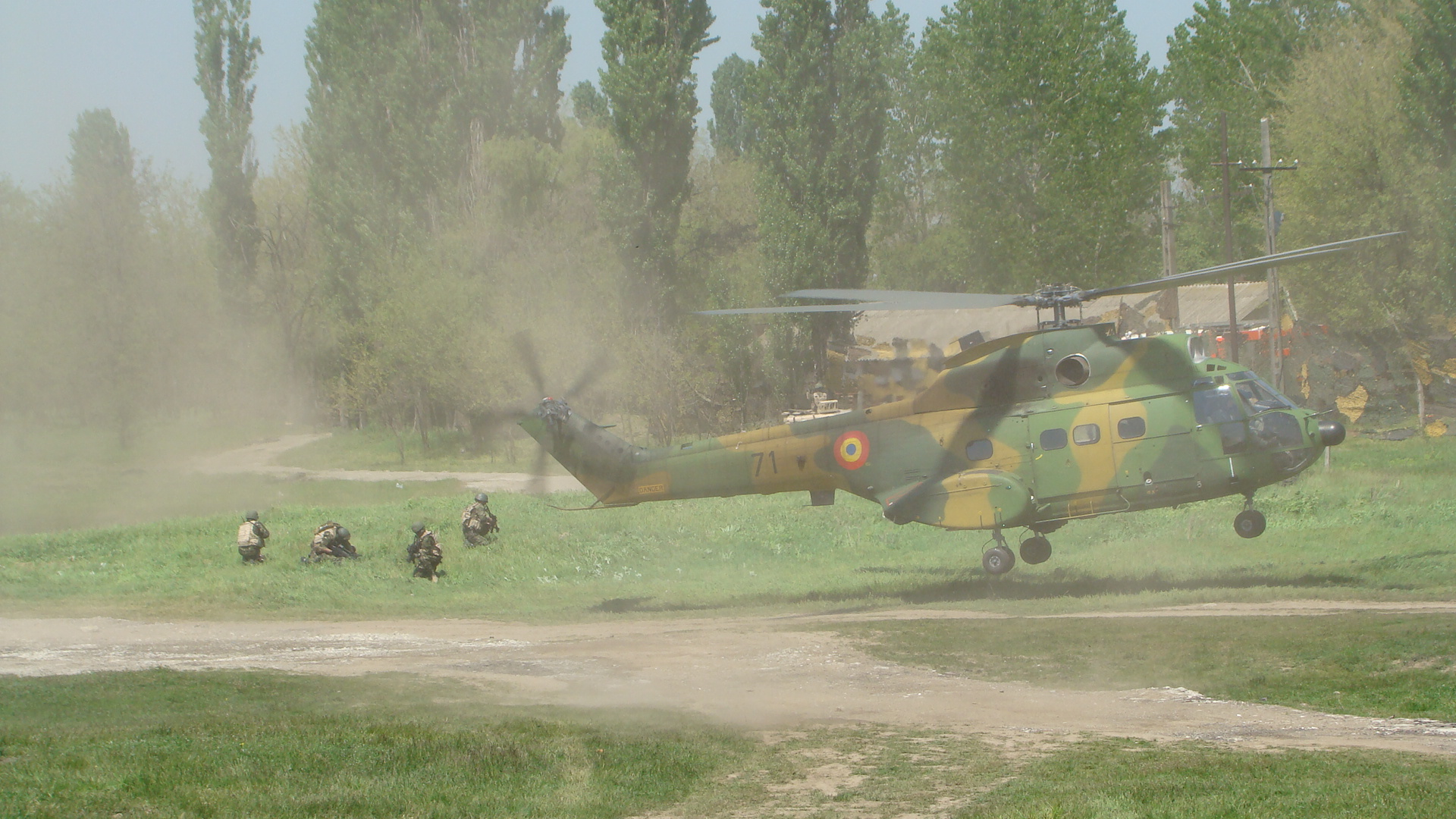
Iar 330 puma nr. 71

  - tunuri NR-23 calibrul 23mm în gondole (2 pe lateralele botului)
  - PRND (proiectile reactive nedirijate) S-5K/M calibrul 57mm în lansatoare multiple UB-16-57 (4 puncte de acroșare)
  - mitraliere DȘKM calibrul 12,7mm (2 montate in cadrul usilor glisante laterale, de obicei doar una pe partea dreaptă)
  - rachete antitanc Malyutka ghidată prin fir (4 șine), utilizate doar la teste
  - 4 bombe de 50 sau 100 kg, utilizate doar la teste
- Puma SOCAT
  - tun GIAT THL20 de calibrul 20 mm, turelat
  - PRND (proiectile reactive nedirijate) S-5K/M calibrul 57mm în lansatoare multiple UB-16-57 (4 puncte de acroșare, uzual doar cele 2 spre interior)
  - 8 rachete antitanc Rafael Spike-ER (cele două puncte de acroșare dinspre exterior)
  - tun GIAT NC 621 de 20mm în gondolă cu 180 de lovituri (cele două puncte de acroșare dinspre exterior), utilizate doar la teste